# لیتوک
گروه لیتوک (به اردو: لیٹوک) نام مجموعه‌ای از قله‌های سنگی در کوه‌های پانماه موستاق در میانه رشته‌کوه قراقروم در پاکستان است. این قله‌ها در شرق گروه اوگره قرار دارد که باینتها براک بر آنها مسلط است. یخچال باینتها لوکپار در جنوب گروه لیتوک قرار دارد که این یخچال از شاخه‌های کوچک یخچال بیافو که یکی از یخچال‌های عمده قراقروم است، به‌شمار میٰ‌رود. یخچال چوکوتی نیز در شمال گروه لیتوک قرار دارد.
گروه لیتوک شامل چهار قله اصلی است که در فهرست زیر، به ترتیب موقعیت نسبی قله در گروه، ارتفاع از سطح دریا و تاریخ نخستین صعود آمده‌است:
- لیتوک ۱، شمال مرکزی، ۷٬۱۴۵ متر، صعودشده در ۱۹۷۹
- لیتوک ۲، غرب، ۷٬۱۰۸ متر، صعودشده در ۱۹۷۷
- لیتوک ۳، شرق، ۶٬۹۴۹ متر، صعودشده در ۱۹۷۹
- لیتوک ۴، جنوب‌شرقی، ۶٬۴۵۶ متر، صعودشده در ۱۹۸۰

همه این قله‌ها به دلیل صعود فنی و بسیار دشوار مشهور بوده و به عنوان صحنه سخت‌ترین صعودها در ارتفاعات زیاد در دنیا شناخته می‌شوند.

## نوشتارهای وابسته
- فیتز روی